# Downton Abbey: A New Era

Downton Abbey: A New Era er en historisk dramafilm fra 2022, og fortsættelse til filmen Downton Abbey (2019). Filmen er skrevet af Julian Fellowes, der er skaber og manuskriptforfatter til tv-serien af samme navn, og den blev instrueret af Simon Curtis.
Downton Abbey: A New Era blev udgivet i storbritannien d. 29. april 2022 via Universal Pictures og blev udgivet i USA d. 20. maj via Focus Features. Filmen indspillede for $92,7 mio., hvilket var mindre end sin forgænger, men den modtog generelt positive anmeldelser. En efterfølger er planlagt med udgivelse d. 12. september 2025.

## Medvirkende
- Nathalie Baye som Madame de Montmirail[3]
- Hugh Bonneville som Robert Crawley, 7. jarl af Grantham[4]
- Laura Carmichael som Edith Pelham, Marchioness of Hexham[4]
- Jim Carter som Charles Carson[4]
- Raquel Cassidy som Phyllis Baxter[5]
- Brendan Coyle som John Bates[6]
- Hugh Dancy som Jack Barber[7]
- Michelle Dockery som Lady Mary Talbot[4]
- Kevin Doyle som Joseph Molesley[8]
- Michael Fox som Andy Parker[8]
- Joanne Froggatt som Anna Bates[6]
- Harry Hadden-Paton som Herbert "Bertie" Pelham, Marquess of Hexham[8]
- Laura Haddock som Myrna Dalgleish[8]
- Robert James-Collier som Thomas Barrow[6]
- Allen Leech som Tom Branson[8]
- Phyllis Logan som Elsie Carson[6]
- Elizabeth McGovern som Cora Crawley, Countess of Grantham[4]
- Sophie McShera som Daisy Parker[8]
- Tuppence Middleton som Lucy Branson[8]
- Lesley Nicol som Beryl Patmore[8]
- Maggie Smith som Violet Crawley, Dowager Countess of Grantham[4]
- Imelda Staunton som Maud, Lady Bagshaw[8]
- Dominic West som Guy Dexter[9]
- Penelope Wilton som Isobel Grey, Lady Merton[8]
- Jonathan Zaccaï som Edouard, Marquis de Montmirail[3]
- Samantha Bond som Lady Rosamund Painswick[8]
- Sue Johnston som Gladys Denker[10]
- Douglas Reith som Richard "Dickie" Grey, Lord Merton[8]
- Paul Copley som Albert Mason[8]
- David Robb som Dr Richard Clarkson[11]
- Alex Macqueen som Mr Stubbins[12]
- Jonathan Coy som George Murray[13]
- Charlie Watson som Albert[13]